# 老司
老司是对神职者尊称，最早可追溯到上古黄帝大战蚩尤时期。
传说蚩尤应被黄帝战败后而撤退，蚩尤的族群便开始向南方迁移，而今的苗族、瑶族等少数民族均为蚩尤部落的后裔。在撤退时为了阻挡黄帝追击，蚩尤和部落大巫师一同做法昭老风婆兴起大雾。而族人在撤退的时候不愿放弃死去族人，大巫师便做法使其能和活人一样行动一同离开，这便是当今人们称之为的僵尸。至此之后人们便称呼巫师为老司。此称呼多见于南方，因此老司便是巫师在南方群族中的代称。